# Manuel Inojosa
Manuel Inojosa foi um militar português ao tempo do Brasil Colônia, atuando em Pernambuco e Angola, veio para a Bahia onde guerreou o índio bravio.
Em 1671 foi nomeado capitão dos índios paiaiás e tapuias, para combater com eles no Terço do Mestre de Campo Estêvão Ribeiro Baião Parente. Em 1673 Capitão das ordenanças de Santo Antônio da Conquista, tendo destruído diversos quilombos de escravos negros fugidos.
Serviu até 1677, quando conseguiu voltar para o Reino e obteve baixa em 8 de agosto de 1680.
Deixou fama de ferocidade.